# Африканське Командування Збройних сил США
Африка́нське Кома́ндування Збро́йних сил США (англ. United States Africa Command) (USAFRICOM або AFRICOM) — вище об'єднання видів Збройних сил США, у складі Міністерства оборони США яке відповідає за підготовку та ведення військових операцій США та підтримку військових контактів з військовими 53 країн Африки в смузі зони відповідальності всій Африки (за винятком Єгипту).
Африканське Командування було засновано 1 жовтня 2007, як тимчасово підпорядкований елемент Європейського Командування. З 1 жовтня 2008 стало автономним елементом системи управління Збройних сил США та прийняло на себе повний спектр певних обов'язків.
На сьогодні штаб-квартира командування залишається на території Європи, але ведуться активні переговори по вирішенню цього питання та перенесення штаб-квартири на Африканський континент.
У листопаді 2020 році було оголошено, що армія AFRICOM об'єднається з армією EUCOM, щоб сформувати нове командування армії США Європою та Африкою. Відтепер це US Army Europe and Africa (USAREUR-AF). 
Очолив його командувач Сухопутними військами США в Європі генерал Крістофер Кавалі.
Колишнє африканське командування наразі трансформовано в Південно-Європейську бойову групу Сухопутних військ США, відповідальну за Африку (SETAF-AF).

Очікується, що консолідація буде завершена до кінця 2022 фінансового року. Всі підрозділи армії США в Африці будуть переведені в USAREUR-AF.

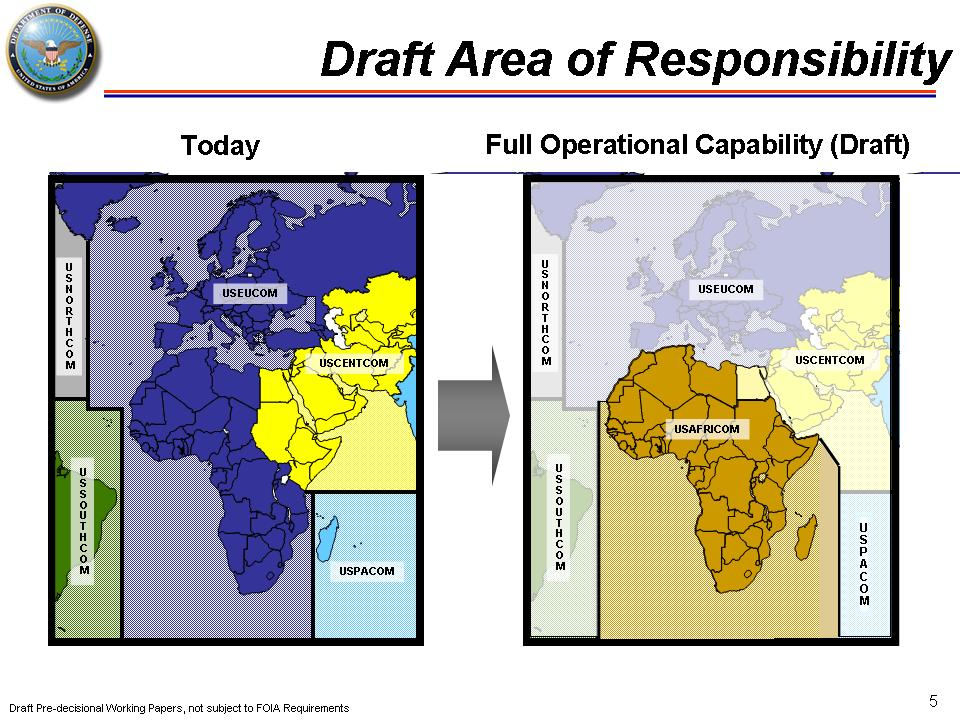
Зона відповідальності АФРИКОМ

## Склад
- Африканська армія США
- Командування ВМС США у Європі та Африці
- Командування Повітряних сил США у Європі
- Сили морської піхоти США в Африці

### Оперативно підпорядковані структури
- Командування ССО США «Африка»
- Об'єднана міжнародна оперативна група «Африканський ріг» (англ. Combined Joint Task Force — Horn of Africa (CJTF-HOA))

## Список командувачів
| №  | Фото | Ім'я                     | Вид ЗС                     | Початок        | Закінчення     | Час у посаді |
| -- | ---- | ------------------------ | -------------------------- | -------------- | -------------- | ------------ |
| 1. |      | генерал Вільям Ворд      | Армія США                  | 1 жовтня 2007  | 8 березня 2011 | 1 254 дні    |
| 2. |      | генерал Картер Гам       | Армія США                  | 8 березня 2011 | 5 квітня 2013  | 759 днів     |
| 3. |      | генерал Девід Родрігез   | Армія США                  | 5 квітня 2013  | 18 липня 2016  | 1 200 днів   |
| 4. |      | генерал Томас Волдгаузер | Корпус морської піхоти США | 18 липня 2016  | 26 липня 2019  | 1 103 дні    |
| 5. |      | генерал Стівен Таунсенд  | Армія США                  | 26 липня 2019  | по т.ч.        |              |